# أنزين
أنزين (بالفرنسية: Anzin) هي بلدية فرنسية تقع في ضواحي فالونسيان، في إقليم الشمال في منطقة أو دو فرانس.
أنزينُ معروفةٌ بأنها الأولى في الحوض المنجمي لشمال إقليم با دو كاليه حيث استُخرِج الفحم الحجري، وتشتهر بالإضراب الكبير الذي نفذه عمال المناجم في عام 1884، والذي استوحى منه إميل زولا لكتابة روايته جرمينال. وقد أدى هذا الحراك إلى صدور قانون والديك-روسو الذي يسمح بتشكيل النقابات.